# 海军舰艇命名条例
《海军舰艇命名条例》为中国人民解放军海军对战斗舰艇进行命名的依据规范。

## 历史
1978年11月18日，经中央军委批准，海军颁发《海军舰艇命名条例》，规定海军舰艇的命名标准。1986年7月8日，海军对该条例又作了补充和修改。2022年左右，为适应新时代海军舰艇发展需求，进一步做了修改。

## 内容

### 1986年版规则

#### 命名原则
根据《条例》，舰艇命名必须遵循以下原则：
（一）区别于国际上其他国家和地区的舰艇命名
（二）区别于国内民用商用的船名
（三）条理性强，便于记忆
（四）字音清晰，不易相互混淆
（五）名称响亮，富有含义
（六）能够体现国家的尊严
（七）能够体现中华民族悠久的历史和文化
（八）能够经得起历史的考验，使用长久，在相当长的时间内能够满足装备发展的需要

#### 命名权限
一级舰（航空母舰、战列舰、巡洋舰、核潜艇）由总参谋部命名，其中巡洋舰以上由国务院特别命名；
二级舰（驱逐舰、护卫舰、潜艇、大型登陆舰）与二级以下的舰艇由海军命名。

#### 舷号规则
- 1字头为驱逐舰（其中105－130属北海舰队，131－159属东海舰队，160－199属南海舰队）
- 2字头、3字头为常规潜艇
- 4字头为核潜艇
- 5字头为护卫舰
- 6字头为反潜护卫艇（猎潜艇）或护卫舰
- 7字头为导弹护卫艇
- 8字头为补给舰、扫雷舰
- 9字头为登陆舰
- 33字头为气垫登陆艇
- 500吨以下的小艇以X字头开始，X1字头为导弹艇，X2字头为鱼雷艇，X3字头为护卫艇，X5字头为登陆艇。
- 训练舰编号为两位数

#### 命名限制
历史上，为了避免舰艇出现重名的现象，海军舰艇名的授予必须严格按区域划分。
- 北海舰队舰艇，用华北、东北、西北省、市、自治区的地名：辽宁省、吉林省、黑龙江省、内蒙古自治區、青海省、甘肃省、宁夏回族自治區、陕西省、山西省、北京市、天津市、河北省、山东省、河南省；
- 东海舰队舰艇，用华东省、市，和新疆的地名：上海市、江苏省、浙江省、安徽省、福建省、江西省、湖北省、新疆維吾爾自治區；
- 南海舰队舰艇，用华南及西南省、市、自治区的地名：湖南省、广东省、广西壯族自治區、海南省、四川省、重庆市、贵州省、云南省、西藏自治區。

近年来，这一限制已松动，例外情形众多，如：
- 南海舰队的169“武汉”号、533“台州”号、569“运城”号护卫舰、945“华山”号登陆舰等的舰名，都不是华南、西南地区的地名，170“兰州”号驱逐舰则为西北地名。
- 东海舰队的559“佛山”号、566“怀化”号护卫舰则采用华南地区的地名，150号“长春”号驱逐舰则为东北地名。

#### 命名规则
- 航空母舰、战列舰、巡洋舰：以行政省（区）或直辖市命名。如：“辽宁”号航空母舰
- 驱逐舰：以“大、中城市”命名。如：“沈阳”号驱逐舰
- 护卫舰：以“中、小城市”命名。如：“东莞”号护卫舰
- 综合补给舰：以“湖泊”命名。如：“千岛湖”号补给舰
- 弹道导弹核潜艇：以“长征”加序号命名。如“长征”6号
- 攻击型核潜艇：以“长征”加序号命名。如：“长征”4号
- 常规导弹潜艇：以“远征”加序号命名。如：“远征”23号
- 常规鱼雷潜艇：以“长城”加序号命名。如：“长城”18号
- 扫雷舰：以“州”或“县”命名。如“鹤山”号、“霍邱”号扫雷舰
- 猎潜艇、护卫艇：以“县”命名。如“南海”号、“番禺”号护卫艇
- 船坞登陆舰、坦克登陆舰：以“山”命名。如：“井冈山”号登陆舰
- 步兵登陆舰：以“河”命名。如：“黄河”号登陆舰
- 电子侦察船：以“星”命名。如：“天狼星”号电子侦查船
- 训练舰、武器试验舰：以人名命名。如：“郑和”号远洋综合训练舰
- 辅助舰船以所在海区和性质的名称（如：“南运”、“东拖”、“北油”、“东标”等），再加序号命名

### 2022年版规则[5]

#### 命名要求
根据《条例》，舰艇命名必须遵循以下要求：
（一）海军每艘舰艇都具有唯一的舰（艇、船）名、舷号。
（二）新建和新入列的舰艇，由批准授名机关正式授予舰名和舷号，按照规定举行命名入列典礼。
（三）舰名根据舰艇类别采用相应的规则选定。
（四）舰艇命名享受“终身制”，舰艇退役后，其舰名、舷号优先用于后续舰艇。

#### 命名规则
水面战斗舰艇
- 航空母舰、两栖攻击舰以省级行政区划名命名。例如：海军辽宁舰、海军海南舰。
- 驱逐舰以省会城市、副省级城市、较大的市以及党史军史有重要意义的地级行政区划名命名。例如：海军南昌舰、海军拉萨舰、海军厦门舰。
- 护卫舰以地级行政区划以及党史军史有重要意义的县级行政区划名命名。例如：海军舟山舰、海军百色舰。
- 猎潜艇、导弹护卫艇、导弹艇、猎（扫）雷艇、扫（布）雷舰以县级行政区划名命名。例如：海军绥中艇、海军浏阳舰。
- 登陆舰、两栖船坞运输舰等以山的名称命名。例如：海军昆仑山舰、海军太行山舰。
- 护卫艇、登陆艇的艇名与舷号合一。其舷号按照东、南、北三个方向划分。

辅助舰船
- 二级舰艇（含）以上电子侦察船以天文星（星座）名称命名。例如：海军天王星舰。
- 二级舰艇（含）以上水声监听船以河流名称命名。
- 二级舰艇（含）以上远洋打捞救生船、援潜救生船、修理船、半潜船、综合补给舰等以湖泊名称命名。例如：海军微山湖舰、海军镜泊湖舰。
- 二级舰艇（含）以上海洋测量船、综合试验舰和深潜母船以我国已故科学家名命名：海军竺可桢舰、海军李四光舰。
- 二级舰艇（含）以上训练舰以我国著名航海家、民族英雄名以及象征寓意的名词或短语等命名。例如：海军郑和舰、海军戚继光舰。
- 二级舰艇（含）以上医院船以象征寓意的名词或短语等命名。例如：海军“和平方舟”号医院船。